# 니조잔역
니조잔역(일본어: 二上山駅)은 일본 나라현 가시바시에 위치한 긴키 닛폰 철도 미나미오사카 선의 철도역이다. 역 번호는 F 19이며, 상대식 승강장 2면 2선의 구조를 갖춘 지상역이다.

## 타는 곳
| 1 | F 미나미오사카 선 | 하행 | 가시하라진구마에 · 요시노 · 고세 방면           |
| 2 | F 미나미오사카 선 | 상행 | 후루이치 · 오사카아베노바시 · 가와치나가노 방면 |

## 이용 현황
- 2005년 11월 8일 : 1,400명
- 2008년 11월 18일 : 1,237명
- 2010년 11월 9일 : 1,085명
- 2012년 11월 13일 : 1,044명
- 2015년 11월 10일 : 1,141명

## 역 주변
- 니조 산
- 돈즈루 봉

## 인접 역
| 긴키 닛폰 철도 미나미오사카 선         | 긴키 닛폰 철도 미나미오사카 선 | 긴키 닛폰 철도 미나미오사카 선         |
| -------------------------------------- | ------------------------------ | -------------------------------------- |
| F18 가미노타이시 오사카아베노바시 방면 | F 미나미오사카 선              | 니조진자구치 F20 가시하라진구마에 방면 |